# Max von Boeselager
Max[imilian] Josef Friedrich Maria Hubertus Freiherr von Boeselager (* 27. August 1830 auf Burg Peppenhoven; † 17. Dezember 1896 auf Schloss Myllendonk) war ein deutscher Rittergutsbesitzer und Politiker.

## Leben
Von Boeselager war der Sohn des Rittergutsbesitzers Friedrich Josef Alexander Hubert Max August Maria Sylvester von Boeselager (* 31. Dezember 1799 auf Schloss Heessen; † 3. Juni 1858 auf Burg Peppenhoven) und dessen Ehefrau Julie Comiti († 1856). Er war katholisch und heiratete am 14. Februar 1860 Fanny Freiin von Wüllenweber († 4. März 1918 auf Schloss Myllendonk). Aus der Ehe gingen fünf Töchter und ein Sohn hervor.
Von Boeselager besuchte von 1842 bis 1848 die Rheinische Ritterakademie Bedburg und verließ die Schule nach der Sekunda aufgrund Krankheit. Er lebte als Rittergutsbesitzer auf Burg Peppenhoven. Von 1894 bis 1896 war er Mitglied im Gemeinderat von Millendonk. Von 1860 bis 1882 war er stellvertretender Abgeordneter im Provinziallandtag der Rheinprovinz. Er wurde ein Mal, beim zweiten Provinziallandtag 1875, als Stellvertreter einberufen und nahm am Landtag teil. Von 1883 bis 1888 war er dann gewählter Abgeordneter im Stand der Ritterschaft der Regierungsbezirke Koblenz/Trier/Köln.